# عملات تذكارية من الذهب والفضة باليورو (لوكسمبورغ)
العملات التذكارية الذهبية والفضية باليورو في لوكسمبورغ هي عملات اليورو الخاصة المسكوكة في دولة لوكسمبورغ، والتي تُعد واحدة من الدول الأعضاء في الاتحاد الأوروبي، كما أنها عضو في منطقة اليورو. اعتمدت لوكسمبورغ اليورو كعملة رسمية لها في 1 يناير (كانون الثاني) 2002. ويُصدر بنك لوكسمبورغ المركزي منذ ذلك الحين إصدارات عادية من عملات اليورو اللوكسمبورغية، المخصصة للتداول، كما يُصدر عملات يورو تذكارية من الذهب والفضة. تكون هذه العملات التذكارية الخاصة ذات قيمة قانونية فقط في لوكسمبورغ، على عكس الإصدارات العادية لعملات اليورو اللوكسمبورغية، والتي لها قيمة قانونية في جميع دول منطقة اليورو. هذا يعني أن العملات التذكارية المصنوعة من الذهب والفضة في لوكسمبورغ لا يمكن استخدامها كعملة في دول أخرى. علاوة على ذلك، ولأن قيمتها السبائكية تتجاوز قيمتها الاسمية بكثير، فإن هذه العملات عادةً ما تكون غير مخصصة للاستخدام كوسيلة دفع على الإطلاق - مع أن ذلك لا يزال ممكنًا. لهذا السبب، تُسمى عادةً عملات هواة الجمع. عادةً ما تُخلّد هذه العملات ذكرى أحداث تاريخية أو تُسلّط الضوء على أحداث جارية ذات أهمية خاصة. تتناول هذه المقالة عملات اليورو المعدنية التذكارية المسكوكة من الذهب أو الفضة أو من معادن ثمينة أخرى في لوكسمبورغ، ولكنها لا تشمل عملات اليورو المعدنية التذكارية المسكوكة من فئة 2 يورو في لوكسمبورغ، ولا العملات المعدنية التذكارية اللوكسمبورغية المقومة بالفرنك.  

## عملات 2002
| | إحياء ذكرى مرور 50 عامًا على تأسيس محكمة العدل الأوروبية |                                       |                                        |
| المصمم:- | المصمم:-                                                | دار سك العملة:-                       | دار سك العملة:-                        |
| القيمة: 25 يورو | السبيكة: Ag 925 (فضة)                                   | الكمية: 20,000                        | الجودة: إثبات                          |
| صادر في: 10 ديسمبر (كانون الأول) 2002 | القطر: 37 مـم (1.46 بوصة)                               | الوزن: 22.85 غ (0.81 أونصة؛ 0.73 ozt) | قيمة الإصدار:- القيمة السوقية: 60 يورو |
| يظهر على الوجه الأمامي للعملة صورة الدوق الأكبر هنري، وإلى جانبه نُقشت عبارة "LËTZEBUERG"، كما يظهر على هذا الوجه رمز اليورو، والتاريخ "2002" الذي يُشير إلى تاريخ إصدار العُملة. ويظهر على الوجه الخلفي للعملة شعار محكمة العدل الأوروبيةمحاطًا بعبارة "محكمة العدل للجماعات الأوروبية (1952-2002)"، كما نُقشت على هذا الوجه عبارة "25 يورو" التي تُشير إلى القيمة الإسمية للعملة. |                                                         |                                       |                                        |

## عملات 2003
| | إحياء الذكرى الخامسة لتأسيس بنك لوكسمبورغ المركزي |                                         |                                         |
| المصمم:- | المصمم:-                                          | دار سك العملة: دار سك العملة في شوتغارت | دار سك العملة: دار سك العملة في شوتغارت |
| القيمة: 5 يورو | الجودة: إثبات                                     | الكمية: 20,000                          | قيمة الإصدار:- القيمة السوقية: 120 يورو |
| صادر في: 20 يونيو (حزيران) 2003 | القطر: 20 مـم (0.79 بوصة)                         | الوزن: 6.22 غ (0.22 أونصة؛ 0.20 ozt)    | السبيكة: Au 999 (ذهب)                   |
| يظهر على الوجه الأمامي للعملة صورة الدوق الأكبر هنري، وإلى جانبه نُقشت عبارة "LËTZEBUERG"، كما يظهر على هذا الوجه توقيع الفنانة إيفيت غاستاوير-كلير، والتاريخ "2003" الذي يُشير إلى تاريخ إصدار العُملة. ويظهر على الوجه الخلفي للعملة شعار البنك المركزي في لوكسمبورغ، بالإضافة إلى شعاره المعماري، محاطًا بعبارة "البنك المركزي في لوكسمبورغ، النظام الأوروبي للبنوك المركزية 1998-2003"، كما نُقشت على هذا الوجه عبارة "5 يورو" التي تُشير إلى القيمة الإسمية للعملة. صدرت هذه العملة بموجب لائحة الدوقية الكبرى رقم أ-83 المنشورة في الجريدة الرسمية لدوقية لوكسمبورغ الكبرى احتفالاً بالذكرى السنوية الخامسة لتأسيس البنك المركزي في لوكسمبورغ (1998-2003) واعتماد النظام الأوروبي للبنوك المركزية. |                                                   |                                         |                                         |

## عملات 2004
| | إحياء ذكرى مرور 25 عامًا من انتخابات البرلمان الأوروبي  |                                       |                                        |  |
| المصمم:- | المصمم:-                                               | دار سك العملة:-                       | دار سك العملة:-                        |  |
| القيمة: 25 يورو | السبيكة: Ag 925 (فضة)                                  | الكمية: 10,000                        | الجودة: إثبات                          |  |
| صادر في: 16 يوليو (تموز) 2004 | القطر: 37 مـم (1.46 بوصة)                              | الوزن: 22.85 غ (0.81 أونصة؛ 0.73 ozt) | قيمة الإصدار:- القيمة السوقية: 60 يورو |  |
| يظهر على الوجه الأمامي للعملة صورة الدوق الأكبر هنري، وإلى جانبه نُقشت عبارة "LËTZEBUERG"، كما يظهر على هذا الوجه توقيع الفنانة إيفيت غاستاوير-كلير، ورمز اليورو، والتاريخ "2004" الذي يُشير إلى تاريخ إصدار العُملة. ويظهر على الوجه الخلفي للعملة شعار البرلمان الأوروبي، والعلم الأوروبي، محاطين عبارة "البرلمان الأوروبي"، كما نُقشت على هذا الوجه عبارة "25 يورو" التي تُشير إلى القيمة الإسمية للعملة. |                                                        |                                       |                                        |  |
| |                                                        |                                       |                                        |  |
| | التاريخ الثقافي لدوقية لوكسمبورغ الكبرى - قناع هيلانغي |                                       |                                        |  |
| المصمم:- | المصمم:-                                               | دار سك العملة:-                       | دار سك العملة:-                        |  |
| القيمة: 10 يورو | الجودة: إثبات                                          | الكمية: 5,000                         | قيمة الإصدار:- القيمة السوقية: 70 يورو |  |
| صادر في: 19 نوفمبر (تشرين الثاني) 2004 | القطر: 16 مـم (0.63 بوصة)                              | الوزن: 3.11 غ (0.11 أونصة؛ 0.10 ozt)  | السبيكة: Au 999 (ذهب)                  |  |
| يظهر على الوجه الأمامي للعملة صورة الدوق الأكبر هنري، وإلى جانبه نُقشت عبارة "LËTZEBUERG"، كما يظهر على هذا الوجه توقيع الفنانة إيفيت غاستاوير-كلير، والتاريخ "2004" الذي يُشير إلى تاريخ إصدار العُملة. ويظهر على الوجه الخلفي للعملة قناع استعراض عسكري لضابط روماني، وخريطة دوقية لوكسمبورغ الكبرى، كما نُقشت على هذا الوجه عبارة "10 يورو" التي تُشير إلى القيمة الإسمية للعملة.                         |                                                        |                                       |                                        |  |

## عملات 2005
| | رئاسة لوكسمبورغ لمجلس الاتحاد الأوروبي |                                       |                                        |
| المصمم:- | المصمم:-                               | دار سك العملة:-                       | دار سك العملة:-                        |
| القيمة: 25 يورو | السبيكة: Ag 925 (فضة)                  | الكمية: 10,000                        | الجودة: إثبات                          |
| صادر في: يناير (كانون الثاني) 2005 | القطر: 37 مـم (1.46 بوصة)              | الوزن: 22.85 غ (0.81 أونصة؛ 0.73 ozt) | قيمة الإصدار:- القيمة السوقية: 60 يورو |
| يظهر على الوجه الأمامي للعملة صورة الدوق الأكبر هنري، وإلى جانبه نُقشت عبارة "LËTZEBUERG"، كما يظهر على هذا الوجه توقيع الفنانة إيفيت غاستاوير-كلير، ورمز اليورو، والتاريخ "2005" الذي يُشير إلى تاريخ إصدار العُملة. ويظهر على الوجه الخلفي للعملة شعار مجلس الاتحاد الأوروبي، وإلى جانبه صورة لمبنى يوستوس ليبسيوس، وعبارة "مجلس الاتحاد الأوروبي"، والنجوم الاثنتي عشرة للاتحاد الأوروبي، كما نُقشت على هذا الوجه عبارة "25 يورو" التي تُشير إلى القيمة الإسمية للعملة. |                                        |                                       |                                        |

## عملات 2006
| | إحياء ذكرى مرور 150 عامًا على تأسيس بنك وصندوق الادخار الوطني في لوكسمبورغ |                                       |                                        |  |
| المصمم:- | المصمم:-                                                                  | دار سك العملة:-                       | دار سك العملة:-                        |  |
| القيمة: 10 يورو | السبيكة: Ag 925 (فضة) للحلقة الخارجية، Ti 999 (تيتانيوم) للمركز           | الكمية: 7,500                         | الجودة: لامعة غير متداولة              |  |
| صادر في: 12 يناير (كانون الثاني) 2006 | القطر: 26 مـم (1.02 بوصة)                                                 | الوزن: 8 غ (0.28 أونصة؛ 0.26 ozt)     | قيمة الإصدار:- القيمة السوقية: 50 يورو |  |
| يظهر على الوجه الأمامي للعملة صورة الدوق الأكبر هنري، وإلى جانبه نُقشت عبارة "LËTZEBUERG"، كما يظهر على هذا الوجه توقيع الفنانة إيفيت غاستاوير-كلير، والتاريخ "2006" الذي يُشير إلى تاريخ إصدار العُملة. ويظهر على الوجه الخلفي للعملة شعار بنك وصندوق الادخار الوطني في لوكسمبورغ، كما نُقشت على هذا الوجه عبارة "10 يورو" التي تُشير إلى القيمة الإسمية للعملة.                                                                              |                                                                           |                                       |                                        |  |
| |                                                                           |                                       |                                        |  |
| | خنزير من تيتلبرغ                                                          |                                       |                                        |  |
| المصمم:- | المصمم:-                                                                  | دار سك العملة:-                       | دار سك العملة:-                        |  |
| القيمة: 10 يورو | الجودة: إثبات                                                             | الكمية: 5,000                         | قيمة الإصدار:- القيمة السوقية: 75 يورو |  |
| صادر في: أكتوبر (تشرين الأول) 2006 | القطر: 16 مـم (0.63 بوصة)                                                 | الوزن: 3.11 غ (0.11 أونصة؛ 0.10 ozt)  | السبيكة: Au 916 (ذهب)                  |  |
| |                                                                           |                                       |                                        |  |
| | إحياء ذكرى مرور 150 عامًا على تأسيس مجلس الدولة في لوكسمبورغ               |                                       |                                        |  |
| المصمم:- | المصمم:-                                                                  | دار سك العملة:-                       | دار سك العملة:-                        |  |
| القيمة: 20 يورو | السبيكة: Ag 925 (فضة)، Ti 0.75 (تيتانيوم)                                 | الكمية: 4,000                         | الجودة: لامعة غير متداولة              |  |
| صادر في: نوفمبر (تشرين الثاني) 2006 | القطر: 34 مـم (1.34 بوصة)                                                 | الوزن: 13.5 غ (0.48 أونصة؛ 0.43 ozt)  | قيمة الإصدار:- القيمة السوقية: 60 يورو |  |
| |                                                                           |                                       |                                        |  |
| | المفوضية الأوروبية                                                        |                                       |                                        |  |
| المصمم:- | المصمم:-                                                                  | دار سك العملة:-                       | دار سك العملة:-                        |  |
| القيمة: 25 يورو | الجودة: إثبات                                                             | الكمية: 5,000                         | قيمة الإصدار:- القيمة السوقية: 60 يورو |  |
| صادر في: 12 يناير (كانون الثاني) 2006 | القطر: 37 مـم (1.46 بوصة)                                                 | الوزن: 22.85 غ (0.81 أونصة؛ 0.73 ozt) | السبيكة: Ag 925 (فضة)                  |  |
| يظهر على الوجه الأمامي للعملة صورة الدوق الأكبر هنري، وإلى جانبه نُقشت عبارة "LËTZEBUERG"، كما يظهر على هذا الوجه توقيع الفنانة إيفيت غاستاوير-كلير، ورمز اليورو، والتاريخ "2006" الذي يُشير إلى تاريخ إصدار العُملة. ويظهر على الوجه الخلفي للعملة رسم لمبنى بيرلايمونت، وتعلوه عبارة المفوضية الأوروبية، والنجوم الاثنتي عشرة التي ترمز لدول الاتحاد الأوروبي، كما نُقشت على هذا الوجه عبارة "25 يورو" التي تُشير إلى القيمة الإسمية للعملة. |                                                                           |                                       |                                        |  |

## عملات 2007
|                                    | إحيتء ذكرى مرور 30 عامًا على تأسيس محكمة الحسابات الأوروبية |                                       |                                        |
| المصمم:-                           | المصمم:-                                                   | دار سك العملة:-                       | دار سك العملة:-                        |
| القيمة: 25 يورو                    | الجودة: إثبات                                              | الكمية: 3,000                         | قيمة الإصدار:- القيمة السوقية: 60 يورو |
| صادر في: أكتوبر (تشرين الأول) 2007 | القطر: 37 مـم (1.46 بوصة)                                  | الوزن: 22.85 غ (0.81 أونصة؛ 0.73 ozt) | السبيكة: Ag 925 (فضة)                  |

## عملات 2008
|                                    | إحيء الذكرى السنوية العاشرة لتأسيس بنك لوكسمبورغ المركزي |                                       |                                         |  |
| المصمم:-                           | المصمم:-                                                 | دار سك العملة:-                       | دار سك العملة:-                         |  |
| القيمة: 10 يورو                    | الجودة: إثبات                                            | الكمية: 5,000                         | قيمة الإصدار:- القيمة السوقية: 320 يورو |  |
| صادر في: يونيو (حزيران) 2008       | القطر: 23 مـم (0.91 بوصة)                                | الوزن: 10.37 غ (0.37 أونصة؛ 0.33 ozt) | السبيكة: Au 916 (ذهب)                   |  |
|                                    |                                                          |                                       |                                         |  |
|                                    | إحياء ذكرى مرور 50 عامًا على تأسيس بنك الاستثمار الأوروبي |                                       |                                         |  |
| المصمم:-                           | المصمم:-                                                 | دار سك العملة:-                       | دار سك العملة:-                         |  |
| القيمة: 25 يورو                    | الجودة: إثبات                                            | الكمية: 4,000                         | قيمة الإصدار:- القيمة السوقية: 250 يورو |  |
| صادر في: يناير (كانون الثاني) 2008 | القطر: 37 مـم (1.46 بوصة)                                | الوزن: 22.85 غ (0.81 أونصة؛ 0.73 ozt) | السبيكة: Ag 925 (فضة)                   |  |

## عملات 2009
|                              | قلاع لوكسمبورغ            |                                        |                                        |
| المصمم:-                     | المصمم:-                  | دار سك العملة: دار سك العملة النمساوية | دار سك العملة: دار سك العملة النمساوية |
| القيمة: 5 يورو               | الجودة: إثبات             | الكمية: 7,500                          | قيمة الإصدار:- القيمة السوقية:-        |
| صادر في: يونيو (حزيران) 2009 | القطر: 34 مـم (1.34 بوصة) | الوزن:-                                | السبيكة: Ag 925 (فضة)                  |